# Società Sportiva Lazio Pallavolo
La S.S. Lazio Pallavolo è una società pallavolistica maschile e femminile di Roma. Fa parte della Società Sportiva Lazio.

## Storia
Il club nacque nel 1951 per iniziativa di alcuni dirigenti della Polisportiva S.S. Lazio (tra questi Gian Chiarion Casoni), che assorbì la Ospedalieri Roma. La squadra prese parte al campionato di Serie A; questa prima fase della storia della Lazio Pallavolo si chiuse dopo appena due anni, al termine del campionato del 1953, quando alla retrocessione seguì lo scioglimento.
Rifondato nel 1958, il club militò per lunghi anni nelle categorie minori. Nel 1969 inglobò la Canottieri Roma e nei primi anni settanta prese il via una collaborazione con il CUS Roma, che favorì l'ascesa della squadra universitaria, militante per alcune stagioni in Serie B. Nei primi anni ottanta una crisi economica costrinse la Lazio e il CUS a ridimensionare le ambizioni.
Ripresasi, nel 1990 la Lazio fu promossa in Serie A2; due anni dopo, al termine della stagione 1991-92 festeggiò la promozione in A1, riportando la città di Roma in massima serie a nove anni dalla retrocessione dell'Accademia dello Sport. L'esperienza in A1 durò una sola stagione (1992-93) e si concluse con la retrocessione all'ultima giornata e con la rinuncia della società a disputare il successivo campionato di Serie A2. L'attività della sezione pallavolistica fu sospesa fino al 1996, quando la società fu rifondata e rilevata dal dirigente sportivo Giorgio d’Arpino che, mosso da una grande passione per il Volley, ha inteso rinnovare la società in un'ottica di continuità con il suo passato di successi.
Negli anni successivi, dunque, la società ha portato le squadre a questi risultati:
- 2004 – 2005 serie B2 (promozione in B1)
- 2005 – 2006 serie B1
- 2006 – 2007 serie B1
- 2007 – 2008 serie B2 (promozione in B1)
- 2008 – 2009 serie B1
- 2009 – 2010 serie B1 (settore femm.e masch.)

con divisione maschile (serie B Nazionale, serie D Regionale, Prima Divisione Provinciale, Terza Divisione Provinciale, Under 20 Nazionale, Under 18 Nazionale, Under 16 Nazionale, Under 14 Provinciale, Mini Volley) e femminile (serie B Nazionale, Seconda Divisione Provinciale, Terza Divisione Provinciale, Under 18 Nazionale, Under 16 Nazionale, Under 14 Provinciale, Under 13 Promozionale, MiniVolley).
Nella stagione 2020/21 la Lazio Pallavolo ha sette squadre maschili e femminili che militano in campionati FIPAV e ACSI: Serie B maschile, Under 13 Femminile Promozionale, Under 13, Under 16 Femminile I divisione, Under 17 Maschile, Under 14 femminile.

## Manifestazioni

### Amorvolley
Dall'anno della rifondazione, con la gestione di Giorgio d'Arpino, la Lazio Pallavolo organizza "Amorvolley - un bambino aiuta un bambino", manifestazione di pallavolo e solidarietà che coinvolge i bambini di tutte le scuole elementari e medie di Roma in tornei di pallavolo allo Stadio della Farnesina.  Finalità della manifestazione non è solo promuovere la pallavolo nelle scuole, ma anche sensibilizzare i bambini verso i coetanei meno fortunati. Alla manifestazione partecipano anche personaggi dello sport, dello spettacolo e della cultura, che disputano il "Derby della solidarietà" di pallavolo in nome della causa benefica. Sono intervenuti alle diverse edizioni, fra gli altri: Andrea Giani, Paolo Tofoli, Andrea Gardini, Sebastiano Somma, Giancarlo Oddi, Michele Maffei, Giuseppe Wilson, Francesco Peccenini, Felice Pulici. La prossima edizione si svolgerà il 12 maggio 2016 allo Stadio della Farnesina. Per l'occasione, che cade nel sessantacinquesimo anno di vita della società, la Lazio Pallavolo ha commissionato delle opere commemorative all'artista Nicola Dusi Gobbetti.

### Tre tocchi di...classe
Dal 1996, manifestazione riservata alle classi medie di Roma con fase finale al Palazzetto dello Sport.

### Giocaroma
Evento sportivo dedicato alla Pallavolo, che ha radunato migliaia di bambini delle scuole romane in alcuni dei luoghi più rappresentativi della Capitale, come piazza San Pietro, nel 1997.